# عشق زن خوب
عشق زنِ خوب (به انگلیسی: The Love of a Good Woman) یک مجموعه داستان کوتاه از آلیس مونرو است که انتشارات مک‌کللند و استوارت آن را در سال ۱۹۹۸ منتشر کرد. این مجموعه داستان را شقایق قندهاری به فارسی ترجمه کرده‌است.